# Nornica rudogrzbieta
Nornica rudogrzbieta (Clethrionomys rutilus) – gatunek ssaka z podrodziny karczowników (Arvicolinae) w obrębie rodziny chomikowatych (Cricetidae).

## Zasięg występowania
Nornica rudogrzbieta występuje od północnej i wschodniej Fennoskandii na wschód przez północną część europejskiej Rosji i Syberię po Kamczatkę, Sachalin, Hokkaido, niektóre wyspy Morza Beringa (Unimak i Wyspa Świętego Wawrzyńca), Alaskę i północną Kanadę; na północy zasięg występowania biegnie wzdłuż syberyjskich rzek, docierając do brzegów Oceanu Arktycznego, a na południu do północnego Kazachstanu, północnej Mongolii, północnej Chińskiej Republice Ludowej (Sinciang, Mongolia Wewnętrzna, Heilongjiang i Jilin) i północnej Korei Północnej. Introdukowany na Wyspę Beringa i Wyspę Miedzianą, u wybrzeży Kamczatki.

## Taksonomia
Gatunek po raz pierwszy zgodnie z zasadami nazewnictwa binominalnego opisał w 1779 roku niemiecki przyrodnik Peter Simon Pallas nadając mu nazwę Mus rutilus. Holotyp pochodził z obszaru środkowej części delty rzeki Ob, w Syberii, w Rosji. 
C. rutilus był zaliczony do rodzaju Evotomys lub Myodes. Obecnie i w przeszłości dochodziło do krzyżowania z C. gapperi. Podgatunki zostały rozpoznane po obu stronach Beringii, przy czym ich zasadność jest wątpliwav. Rekonstrukcje molekularne pozwoliły wyodrębnić trzy rozbieżne linie allopatryczne ze strefami wtórnego kontaktu, które rozdzieliły się ponad 100 000 lat temu. Linia beringiańska obejmowała populacje w Ameryce Północnej, na Kamczatce, Sachalinie i Hokkaido; pozostałe populacje palearktyczne należą do dwóch linii rozdzielonych rzeką Jenisej. Autorzy Illustrated Checklist of the Mammals of the World uznają ten takson za gatunek monotypowy.

### Etymologia
- Clethrionomys: gr. κλειθρον kleithron „zarośla, żywopłot”[36]; μυς mus, μυος muos „mysz”[37].
- rutilus: łac. rutilus „czerwony, kasztanowaty, złoty”[38].

## Morfologia
Długość ciała (bez ogona) 85–123 mm, długość ogona 21–50 mm; masa ciała 14,5–50 g. Gryzoń ten posiada krótkie, smukłe ciało o rdzawo ubarwionym grzbiecie, jasnobrązowych bokach i spodzie oraz krótkim, grubym ogonie. Krótkie uszy są widoczne poprzez sierść. Jego wzór zębowy to {\displaystyle {\tfrac {1003}{1003}}}.

## Rozmnażanie i tryb życia
Sezon rozrodczy trwa zwykle od maja do sierpnia. Samice są wielorujowe i wydają dwa do trzech miotów w sezonie, z czego pierwszy przychodzi na świat pod koniec maja lub na początku czerwca.
Wielkość miotu waha się od 4 do 9 młodych, średnio 5,93. Młode są niezdolne do właściwej regulacji temperatury ciała przez 18 dni. Po tym okresie przestają być karmione piersią i opuszczają gniazdo. Zimą rosną niewiele z powodu niewielkiej ilości dostępnego pokarmu. Wiek uzyskania dojrzałości płciowej zależy od czasu narodzin. Około 20% samic z pierwszego miotu przystępuje do rozrodu tego samego lata. Pozostałe 80% oraz samice z kolejnych miotów rozmnażają się dopiero w maju roku następnego.
Martell i Fuller odkryli, że wskaźnik samic przystępujących do rozrodu tego samego lata jest uzależniony od czasu zalegania pokrywy śnieżnej. Im późniejsza wiosna, tym mniej samic osiąga dojrzałość tego samego lata, w którym przyszły na świat.
W zagęszczonych populacjach wiek wejścia w dojrzałość samic może być opóźniony lub mogą one migrować do miejsc o mniejszym zagęszczeniu.

## Ekologia

### Habitat
Gryzoń ten występuje w widnej tajdze i zbiorowiskach krzewiastych, ale może być także znajdowany w tundrze. Bytuje zarówno w lasach młodych jak i dojrzałych. Okazjonalnie spotykany też na polach skalnych i piargach. Istotną rolę w jego występowaniu odgrywa grubość ściółki leśnej, która zapewnia mu ochronę przed pogodą i drapieżnikami. Preferuje obszary o grubej warstwie mchów.

### Zbiorowiska roślinne
Gatunek zasiedla różne typy lasów i zakrzewień. Na obszarach tych najczęściej rosną świerk czarny, świerk biały, topola osikowa, olsze, brzoza papierowa, wierzby, borówka brusznica, dereń kanadyjski oraz liczne mszaki, jak rokietnik pospolity, gajnik lśniący, torfowce i porosty, jak chrobotki i pawężnice.

### Pożywienie
Nornica rudogrzbieta odżywia się liśćmi, pąkami, gałązkami i jagodami wielu krzewów. Zjada także rośliny zielne, grzyby, mchy, porosty, a czasem owady. Głównym pokarmem są jagody, jeśli tylko są dostępne. Populacja ze środkowo-zachodniej Alaski jest silnie uzależniona od jagód dostępnych przez cały sezon, w tym borówek, bażyny czarnej, Comodora livida oraz dereni. Zwykle jednak jagody stanowią główny pokarm jesienią i zimą. Gdy te się kończą, zimą i wiosną jedzone są porosty. Latem, do czasu pojawienia się jagód, duży udział w pożywieniu mają mchy. Populacja z Kenai National Wildlife Refuge obok jagód zjada także wiele grzybów (w tym trufle), sukulentów i owadów.

### Drapieżniki
Wśród drapieżników polujących na nornice rudogrzbiete znajdują się m.in.: kuna amerykańska, lis polarny, lis rudy, gronostaj europejski oraz kojot preriowy.

## Tryb życia
Gryzoń ten aktywny jest głównie nocą, o zmierzchu oraz o świcie, jednak aktywność dzienna jest mu niezbędna podczas dnia polarnego.
Nornica rudogrzbieta wykorzystuje do przemieszczania ścieżki w ściółce jako stałe korytarze. Gniazda buduje w krótki norkach lub pod kamieniami, kłodami lub korzeniami. Aktywny jest również całą zimę, kiedy to tworzy długie tunele pod śniegiem. Gniazdo zimowe zakłada w ziemi pod grubą warstwą mchów. W okresie zimowym często odwiedza także ludzkie siedziby.